# Habronattus alachua
Habronattus alachua är en spindelart som beskrevs av Griswold 1987. Habronattus alachua ingår i släktet Habronattus och familjen hoppspindlar. Inga underarter finns listade i Catalogue of Life.